# Старе Пястово
Старе Пястово (пол. Stare Piastowo) — село в Польщі, у гміні Серпць Серпецького повіту Мазовецького воєводства.
Населення — 270 осіб (2011).
У 1975-1998 роках село належало до Плоцького воєводства.

## Демографія
Демографічна структура станом на 31 березня 2011 року:
|          | Загалом | Допрацездатний вік | Працездатний вік | Постпрацездатний вік |
| -------- | ------- | ------------------ | ---------------- | -------------------- |
| Чоловіки | 135     | 31                 | 92               | 12                   |
| Жінки    | 135     | 36                 | 75               | 24                   |
| Разом    | 270     | 67                 | 167              | 36                   |